# Szydłowo (gmina w województwie mazowieckim)
Szydłowo (daw. gmina Dębsk) – gmina wiejska w województwie mazowieckim, w powiecie mławskim. W latach 1975–1998 gmina położona była w województwie ciechanowskim.
Siedziba gminy to Szydłowo.
Według danych z 30 czerwca 2004 gminę zamieszkiwało 4538 osób.

## Struktura powierzchni
Według danych z roku 2002 gmina Szydłowo ma obszar 122,21 km², w tym:
- użytki rolne: 80%
- użytki leśne: 13%

Gmina stanowi 10,44% powierzchni powiatu.

## Demografia

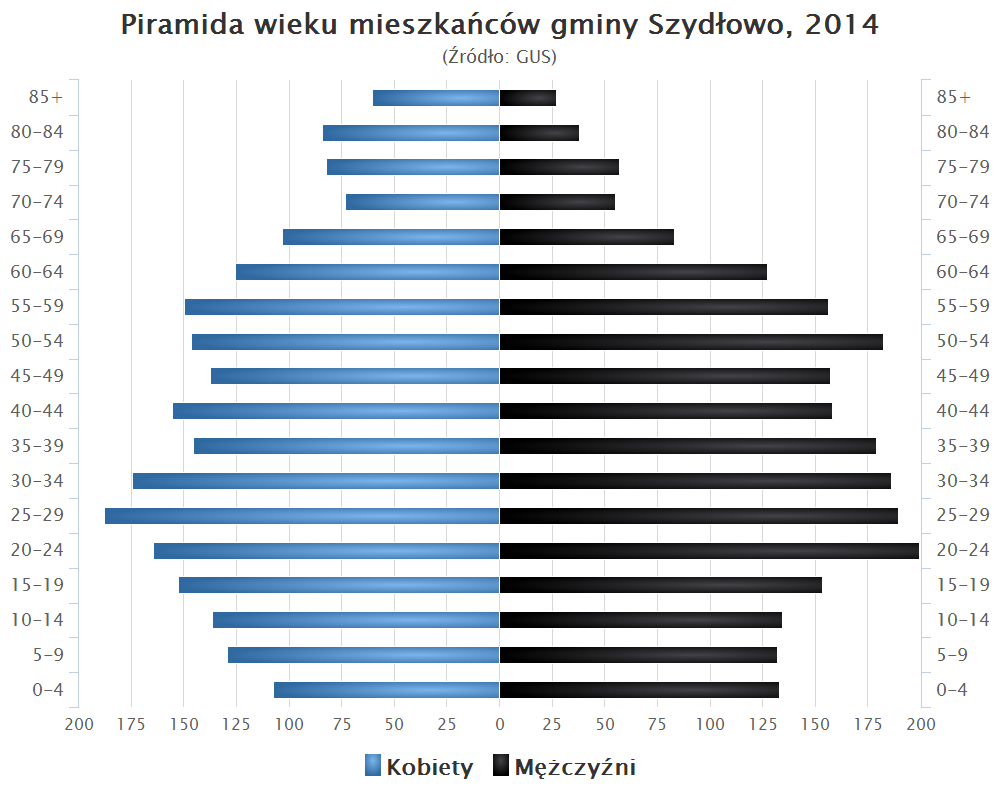
Piramida wieku mieszkańców gminy Szydłowo w 2014 roku

Dane z 30 czerwca 2004:
| Opis                              | Ogółem | Ogółem | Kobiety | Kobiety | Mężczyźni | Mężczyźni |
| --------------------------------- | ------ | ------ | ------- | ------- | --------- | --------- |
| jednostka                         | osób   | %      | osób    | %       | osób      | %         |
| populacja                         | 4538   | 100    | 2219    | 48,9    | 2319      | 51,1      |
| gęstość zaludnienia (mieszk./km²) | 37,1   | 37,1   | 18,2    | 18,2    | 19        | 19        |

## Sołectwa
Budy Garlińskie, Dębsk, Garlino, Giednia, Kluszewo, Korzybie, Kozły-Janowo, Krzywonoś, Marianowo, Młodynin, Nosarzewo Borowe, Nosarzewo Polne, Nowa Sławogóra, Nowa Wieś, Nowe Nosarzewo, Nowe Piegłowo, Pawłowo, Piegłowo-Kolonia, Piegłowo-Wieś, Stara Sławogóra, Szydłowo, Szydłówek, Trzcianka, Trzcianka-Kolonia, Tyszki-Bregendy, Wola Dębska, Zalesie
Miejscowości podstawowe bez statusu sołectwa:Dębiny, Nieradowo

## Sąsiednie gminy
Dzierzgowo, Grudusk, Mława, Stupsk, Wieczfnia Kościelna, Wiśniewo